# (186) Celuta
(186) Celuta ist ein Asteroid des inneren Hauptgürtels, der am 6. April 1878 vom französischen Astronomen Prosper-Mathieu Henry am Pariser Observatorium entdeckt wurde. Es war seine letzte von insgesamt sieben Asteroidenentdeckungen.
Der Asteroid wurde benannt nach der Hauptfigur des Romans René (1805), der zweiten Episode des umfangreicheren Buches Les Natchez (1826), des berühmten französischen Autors François-René de Chateaubriand (1768–1848). Der Bruder des Entdeckers, Paul-Pierre Henry, benannte auch den Kleinplaneten (152) Atala nach einer anderen Heldin eines Romans von Chateaubriand.
Aufgrund der Bahneigenschaften wird (186) Celuta zur Phocaea-Familie gezählt.

## Wissenschaftliche Auswertung
Mit Daten radiometrischer Beobachtungen in Infraroten am Kitt-Peak-Nationalobservatorium in Arizona vom März 1976 wurden für (186) Celuta erstmals Werte für den Durchmesser und die Albedo von 49 km und 0,10 bestimmt. Aus Ergebnissen der IRAS Minor Planet Survey (IMPS) wurden 1992 Angaben zu Durchmesser und Albedo für zahlreiche Asteroiden abgeleitet, darunter auch (186) Celuta, für die damals Werte von 50,0 km bzw. 0,19 erhalten wurden. Eine Auswertung von Beobachtungen durch das Projekt NEOWISE im nahen Infrarot führte 2012 zu vorläufigen Werten für den Durchmesser und die Albedo im sichtbaren Bereich von 35,7 km bzw. 0,38. Nach der Reaktivierung von NEOWISE im Jahr 2013 und Registrierung neuer Daten wurden die Werte 2015 mit 45,1 km bzw. 0,22 angegeben.
Spektroskopische Messungen von (186) Celuta am 2. Oktober 2021 am Osservatorio Astrofisico di Asiago in Italien führten zu einer taxonomischen Einstufung des Asteroiden als K-Typ. Das Spektrum entspricht dem von kohligen CV3-Chondriten.
Anfang des 20. Jahrhunderts war es noch eine neuartige Erkenntnis, dass Asteroiden Helligkeitsschwankungen zeigen können. Um weitere solche Fälle zu entdecken, wurde auch (186) Celuta in drei Nächten Anfang Juli 1904 visuell photometrisch beobachtet. Eine Rotationsperiode von 8,74 h wurde damals als passend zu der erhaltenen aber recht lückenhaften Lichtkurve gefunden. Eine am 2. April 1976 am Mount-Stromlo-Observatorium in Australien gewonnene Lichtkurve, die aber nur einen Zeitraum von etwa sieben Stunden überspannte, konnte nur dahingehend ausgewertet werden, dass die Rotationsperiode >12 h sein musste. Weitere Beobachtungen erfolgten am 11. und 13. August 1977 photoelektrisch am La-Silla-Observatorium in Chile und photographisch am 11. und 17. September wieder am Mount-Stromlo-Observatorium. Es wurde eine Rotationsperiode von etwa 19,6 h abgeleitet, obwohl längere Perioden nicht völlig ausgeschlossen werden konnten. Neue Beobachtungen erfolgten dann vom 15. Oktober bis 27. November 2010 am Organ Mesa Observatory in New Mexico. Die sehr detaillierte Lichtkurve zeigte eine Periode von 19,842 h an. Dies bestätigte die zuvor erhaltene Periode und war noch genauer als diese.
Aus archivierten Daten der Lowell Photometric Database konnten in einer Untersuchung von 2016 mit der Methode der konvexen Inversion für (186) Celuta Gestaltmodelle für zwei alternative Positionen der Rotationsachse mit einer retrograden Rotation sowie eine Rotationsperiode von 19,8435 h bestimmt werden.
Zwischen 2012 und 2018 wurden mit der All-Sky Automated Survey for Supernovae (ASAS-SN) auch photometrische Daten von 20.000 Asteroiden aufgezeichnet. Auf mehr als 5000 davon konnte erfolgreich die Methode der konvexen Inversion angewendet werden, darunter auch (186) Celuta, für die in einer Untersuchung von 2021 ein verbessertes dreidimensionales Gestaltmodell für zwei alternative Rotationsachsen mit retrograder Rotation und einer Periode von 19,843 h berechnet wurde. Aus archivierten Daten des Asteroid Terrestrial-impact Last Alert System (ATLAS) aus dem Zeitraum 2015 bis 2018 konnte in einer Untersuchung von 2022 mit der Methode der konvexen Inversion eine Rotationsperiode von 19,843 h berechnet werden.